# تیم ملی راگبی ۱۵ نفره لسوتو
تیم ملی راگبی لسوتو نماینده کشور لسوتو در مسابقات بین‌المللی راگبی ۱۵ نفره است. این تیم در حال حاضر در دسته دوم رقابت‌های جام آفریقا به رقابت می‌پردازد.
لسوتو در اولین حضور خود در این رقابت‌ها در گروه شرق، مقام چهارم را کسب کرد.